# Mustelus
Mustelus è un genere comprendente 26 specie di squali della famiglia dei Triakidi, note comunemente come palombi. Il nome del genere deriva dal latino mustela, che significa donnola.
I palombi possono raggiungere i 159 centimetri di lunghezza e pesare più di 13 chili.

## Specie
- Palombo puntebianche, Mustelus albipinnis Castro-Aguirre, Atuna-Mendiola, Gonzáz-Acosta e de la Cruz-Aguero, 2005
- Palombo australiano, Mustelus antarcticus Günther, 1870
- Palombo stellato, Mustelus asterias Cloquet, 1819
- Palombo grigio, Mustelus californicus Gill, 1864
- Palombo scuro, Mustelus canis (Mitchell, 1815)
- Palombo dentiaguzzi, Mustelus dorsalis Gill, 1864
- Palombo striato, Mustelus fasciatus (Garman, 1913)
- Palombo senza macchie, Mustelus griseus Pitschmann, 1908
- Palombo del Nordpacifico orientale, Mustelus henlei (Gill, 1863)
- Palombo occhipiccoli, Mustelus higmani Springer e Lowe, 1963
- Palombo degli estuati maculato, Mustelus lenticulatus Phillipps, 1932
- Palombo pinna a falce, Mustelus lunulatus Jordan e Gilbert, 1883
- Palombo macchiestellate, Mustelus manazo Bleeker, 1854
- Palombo picchiettato, Mustelus mento Cope, 1877
- Palombo nano del Venezuela, Mustelus minicanis Heemstra, 1997
- Palombo dell'Arabia, Mustelus mosis Hemprich ed Ehrenberg, 1899
- Palombo liscio o palombo comune, Mustelus mustelus (Linnaeus, 1758)
- Palombo pinnasottile, Mustelus norrisi Springer, 1939
- Palombo macchiebianche, Mustelus palumbes Smith, 1957
- Palombo macchienere, Mustelus punctulatus Risso, 1827
- Palombo australiano grigio, Mustelus ravidus White e Last, 2006
- Palombo nasosottile, Mustelus schmitti Springer, 1940
- Palombo del Golfo del Messico, Mustelus sinusmexicanus Heemstra, 1997
- Palombo australiano macchiebianche, Mustelus stevensi White e Last, 2008
- Palombo gibboso, Mustelus whitneyi Chirichigno, 1973
- Palombo pinnabianca, Mustelus widodoi White e Last, 2006